# مكتبة آستان قدس رضوي المركزية

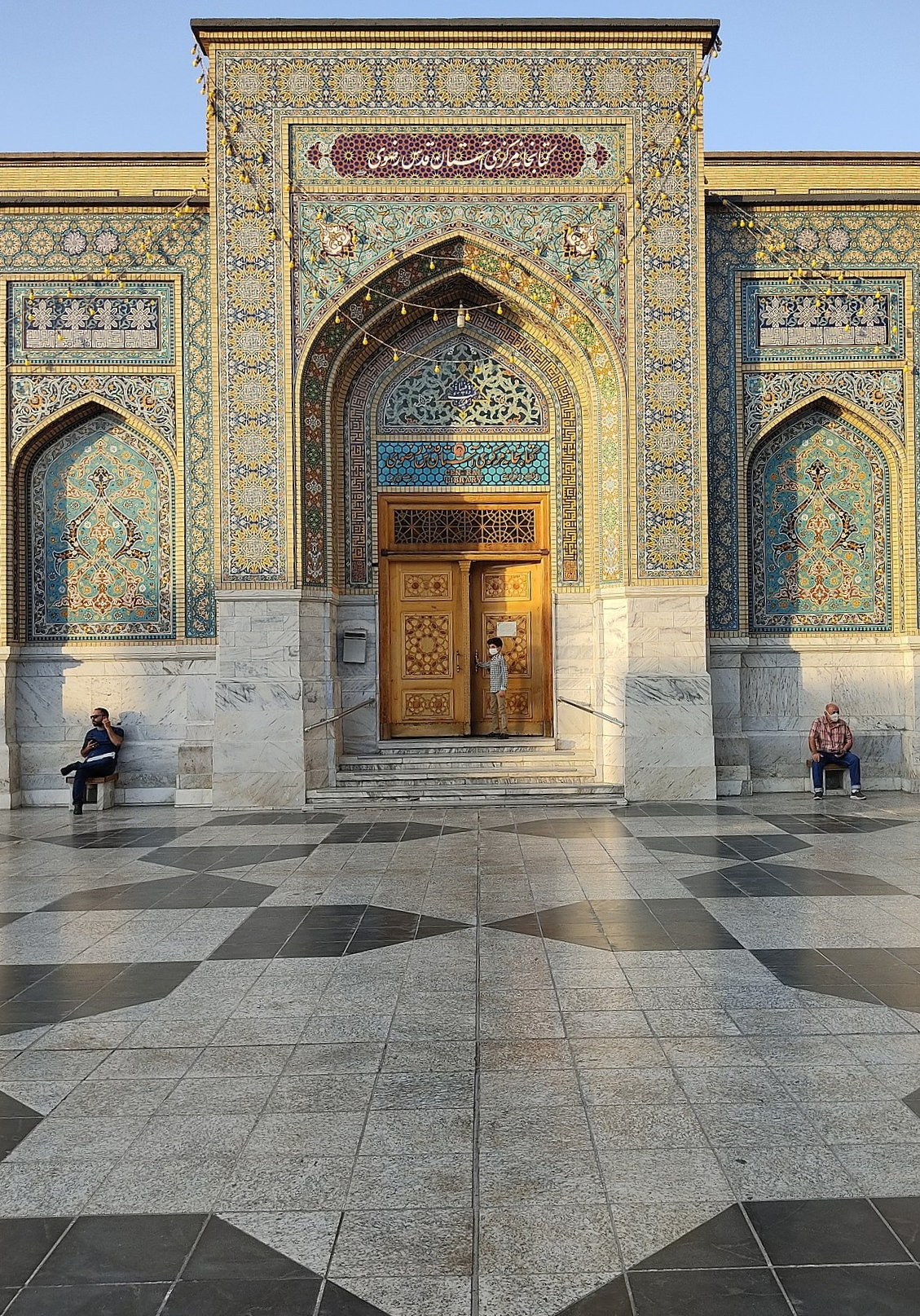

مكتبة آستان قدس رضوي المركزية هي مكتبة كبيرة في مشهد، إيران. أسست في 1457 وفيها مليون ومئة ألف كتاب، وهي مركز عالمي للبحوث الإسلامية لاحتوائها مخطوطات وأعمال قديمة نادرة من التاريخ الإسلامي.
ولها 35 فرعا
- 17 مكتبة في مشهد
- 5 مكتبات في مقاطعة خراسان
- 12 مكتبة في مدن إيرانية أخرى
- مكتبة واحدة في الهند

## التاريخ
تعتبر إحدى أهم مكتبات حفظ المخطوطات والكتب القيمة في العالم، ويعود تاريخ أقدم مخطوطة للقرآن فيها إلى 974 م بخط أبي القاسم علي بن سمجور.
انتهى بناء المجمع الحالي في 1995 وفيه 28800 متر مربع من المساحة الكلية.
بعض ميزاته
- ارتباطه بمقام الإمام الرضا
- مخطوطات نادرة من القرآن ومخطوطات ثمينة
- مجموعة كبيرة من الكتب المطبوعة في مختلف المجالات
- بناء جميل مميز في تاريخ العمارة الإسلامية
- مجموعة كبيرة من المتاحف
- مجموعة غنية من الوثائق والدوريات

في 2003 كان عدد المخطوطات 30250 مع 25000 كتاب قديم و17240 كتاب مكتوب باليد، والعدد الكلي للمواد 72490.

## المتاحف
يتبع المركز 11 متحفا في مبان مستقلة:
1. متحف القرآن والمواد الثمينة
2. متحف تبرعات قائد إيران
3. متحف السجاد
4. متحف الأسلحة
5. متحف الأدوات الفلكية والساعات
6. متحف العملات المعدنية والميداليات
7. متحف تاريخ مشهد
8. متحف الفخار والزجاج
9. متحف الفنون الجميلة
10. متحف الطوابع والعملات الورقية
11. متحف الرخويات والأسماك الصدفية

وهناك قسم من الأخصائيين لحفظ وترميم المواد الأثرية للمتاحف والمكتبات.

## مواقع خارجية
- الموقع الرسمي نسخة محفوظة 3 مارس 2008 على موقع واي باك مشين.
- صور من مصحف ابن سمجور